# FC Vihren Sandanski
Maillots
Dernière mise à jour : 11 juin 2025.
Le Futbolen Klub Vihren Sandanski (en bulgare : Футболен Клуб Вихрен Сандански), plus couramment abrégé en Vihren Sandanski, est un club bulgare de football fondé en 1922 et basé dans la ville de Sandanski.

## Histoire
Le club est fondé le 24 mai 1925. Dans le passé il emprunte divers noms comme Ustrem, Gotse Delchev, Yane Sandanski et Cherveno.
2002/03 1re place de son groupe en troisième division.
2003/04 9e place en deuxième division B Group
2004/05 1re place de son groupe en deuxième division accède à la première division A Group. 
2005/06 9e place en première division A Group 
En 2006/07  lors de sa deuxième saison en A Group PFG, le propriétaire du club décide de faire venir des joueurs étrangers. Sa première signature est l’ex joueur du FC Porto José Emilio Furtado. Ce dernier quitte le G.D Tourizense gratuitement. Des joueurs Brésiliens Serginio Dias et Portugais Mauro Alexandre et Nuno Almeida signent au club après Furtado. À cette époque l’entraineur est Petar Jekov. 
Le Vihren termine la saison 2006/07 à la 9e place de la première division bulgare avec 32 points. 
Lors de la saison suivante en 2007/08 le propriétaire du club Konstantin Dinev décide de changer l’entraineur et fait venir le Portugais Rui Dias. 8 Portugais et 2 Brésiliens signent alors au club. Mais trois mois après en raison des résultats l'entraîneur est licencié. Le club termine finalement à la 10e place pour sa troisième saison parmi l’élite. 
En 2008/09 le championnat commence par une victoire à domicile 1 – 0 contre le vice-champion le Levski Sofia grâce à un pénalty de son joueur Camerounais Marcel Elame et un match héroïque de son gardien Français Florian Lucchini. En janvier 2009 deux joueurs notables Grecques Christos Maladenis et Dimitrios Zografakis arrivent. Le club décide de changer la pelouse ce qui entraine de jouer le reste de la saison l’ensemble de ses matchs à l’extérieur. L’absence de résultat entraine la chute du club en deuxième division B PFG à la suite de sa 14e place au classement final.
En 2009/10 & 2010/11 le club évolue en deuxième division Bulgare B PFG.
Le club fait faillite à l'issue la saison 2010/11 et est reversé en ligue amateur au niveau de la 4e division Bulgare zone Strouma. 
Lors de la saison 2011/12 durant l'hiver il décide de fusionner avec le club voisin du FC Malesh Mikrevo qui évolue alors en deuxième division. Le club se nomme alors Vihren Malesh mais ne peut encore éviter la descente et fait de nouveau faillite.
Lors de la saison 2012/13 le club repart de nouveau en 4e division Bulgare et fini premier de son groupe zone Strouma en remportant l'ensemble de ses matchs à l'exception de deux nuls.

### Résultats et classements
| Season  |       | Pos. | J. | G  | N | P  | BP | BC | D  | Cup  | Notes |
| ------- | ----- | ---- | -- | -- | - | -- | -- | -- | -- | ---- | ----- |
| 2004-05 | B PFG | 1    | 30 | 21 | 5 | 4  | 56 | 15 | 68 | 1/16 | Promu |
| 2005-06 | A PFG | 9    | 28 | 10 | 2 | 16 | 35 | 55 | 32 | 1/4  |       |
| 2006-07 | A PFG | 9    | 30 | 11 | 4 | 15 | 27 | 39 | 37 | 1/8  |       |
| 2007-08 | A PFG | 10   | 30 | 9  | 6 | 15 | 26 | 29 | 33 | 1/8  |       |

## Personnalités du club

### Présidents du club
- Kostandin Dinev

### Entraîneurs du club
| - Kostadin Todorov (janvier 2000 - janvier 2001) - Vasil Metodiev (janvier 2001 - juin 2002) - Yordan Bozdanski (décembre 2002 - mai 2004) - Petar Jekov (juin 2004 - mai 2005) - Petar Jekov (juin 2005 - mai 2006) - Dionysis Beslikas (juin 2006 - août 2006) | - Petar Jekov (août 2006 - mai 2007) - Rui Dias (juin 2007 - octobre 2007) - Eduard Eranosyan (octobre 2007 - novembre 2007) - Filip Filipov (décembre 2007 - ?) - Petar Zlatinov - Zdravko Lazarov |

## Équipement
Les couleurs officielles du Vihren sont le vert et le blanc. Différentes combinaisons ont été utilisées mais la couleur dominante reste le vert. Nike, Sportika et Jako ont été les sponsors techniques ces dernières années.